# Dąbrówka (rejon mostowski)
Dąbrówka (biał. Дубраўка; ros. Дубровка) – wieś na Białorusi, w obwodzie grodzieńskim, w rejonie mostowskim, w sielsowiecie Kuryłowicze, nad Szczarą.
W dwudziestoleciu międzywojennym leżała w Polsce, w województwie nowogródzkim, w powiecie słonimskim.